# Interstellar Space
Albums de John Coltrane
Last Performance at Newport
(1966) Expression
(1967)
Interstellar Space de John Coltrane est un disque de free jazz enregistré en février 1967 par Rudy Van Gelder et produit à titre posthume, en 1974, par Bob Thiele sur le label Impulse!. Il est en collaboration avec le batteur Rashied Ali.

## Historique
Rétrospectivement, cet album constitue une pierre angulaire du free jazz. Rashied Ali ne suit aucun rythme précis et John Coltrane ne respecte aucune ligne mélodique, la musique bouillonne, les énergies dialoguent, la symbiose entre les deux musiciens est parfaite : ils parviennent à créer une tension tout au long du disque propre à repousser toutes les limites du jazz et de l'improvisation.

## Titres
Pressage original de 1974 :
Toute la musique est composée par John Coltrane.
| No | Titre   | Durée |
| -- | ------- | ----- |
| 1. | Mars    | 10:43 |
| 2. | Venus   | 8:36  |
| 3. | Jupiter | 5:25  |
| 4. | Saturn  | 11:43 |

Ajouts à l'édition CD de 2000 :
| No | Titre             | Durée |
| -- | ----------------- | ----- |
| 5. | Jupiter Variation | 6:43  |
| 6. | Leo               | 10:55 |

## Musiciens
- John Coltrane : Saxophone, cloches.
- Rashied Ali : Batterie.